# SV Siegfried Materborn
De SV Siegfried Materborn is een Duitse amateurvoetbalclub uit Materborn in de gemeente Kleef in de Duitse deelstaat Noordrijn-Westfalen die opgericht is in 1927. Het eerste elftal van de vereniging speelt in de Bezirksliga Niederrhein Gruppe 7, het zevende niveau in het Duitse voetbal in Noordrijn-Westfalen. De teamkleuren zijn geel met zwart. Het sportpark van SV Siegfried Materborn heet "Siegfried Kampfbahn" en ligt aan de Materborner Allee, te Materborn. 

## Bekende (oud-)spelers
- Manuel Naß
- Aleh Poetsila
- Tobias Thurau
- Bastian Weiser